# Dolní Bělá
Dolní Bělá é uma comuna checa localizada na região de Plzeň, distrito de Plzeň-sever.